# Erik Thun AB

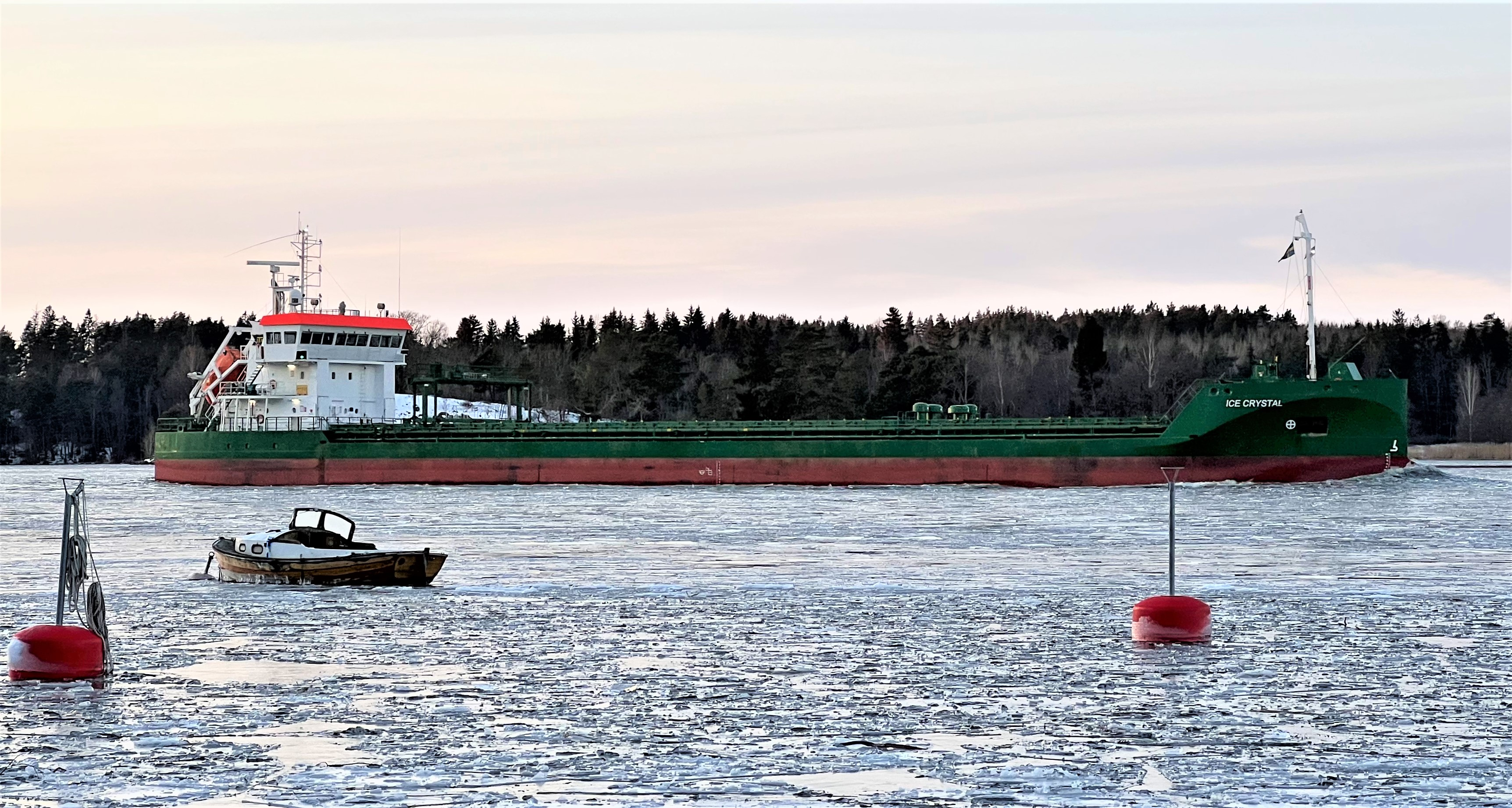
Ice Crystal byggt 2018 av Scheepswerf Ferus Smit, ett av Thunbolagens bulktorrlastfartyg i Mälaren i januari 2022.

Erik Thun AB, eller Thunbolagen, är ett familjeägt svenskt rederi i Lidköping. Det grundades av Helge Källsson 1938 efter att den tidigare ägaren Erik Thun avlidit. 
Thunbolagen bedriver rederi- och fastighetsrörelse, samt charkuteriföretaget Direkt Chark i Göteborg AB. Åren 1993–2012 drev gruppen också passageraflygbolaget Golden Air Flyg AB.
Företaget leddes av Helge Källsson fram till 1986, då sonen Jan Källsson (1937–2010) tog över. Helge Källssons andre son Ander Källsson (född 1945) var vd 2004–2019 och efterträddes av Johan Källsson (född 1972) i den tredje generationen.

## Rederi och sjöfart
Rederirörelsen omfattade i november 2018 40 fartyg, som ägs heltdelvis eller disponeras på annat sätt. Genom JT Cement AB ägs sju av dessa fartyg av Erik Thun AB tillsammans med kanadensisk-luxemburgska Novaalgoma Cement Carriers och norska KGJ Cement Holdings. Affärsområdena är främst konventionella bulkfartyg med vänermaxmått, självlossande fartyg och produkttankers. Ett av rederiets fartyg för svensk flagg, övriga är flaggade i Färöarna och Nederländerna.

## Fastigheter
Vid årsskiftet 2004 omfattade koncernens fastighetsbestånd 55 000 kvadratmeter uthyrningsbar yta. Beståndet består av affärslokaler och till viss del även industri- och kontorslokaler.
I koncernen ingick också under ett antal år passagerarflygbolaget Golden Air.